# Покушение на Дональда Трампа в Пенсильвании
Покушение на бывшего президента и предполагаемого кандидата в президенты США от Республиканской партии Дональда Трампа произошло 13 июля 2024 года в результате стрельбы на митинге в Пенсильвании (Батлер) в рамках предвыборной кампании президента США 2024 года. Одна из пуль прошла в миллиметрах от головы Трампа, прострелив ему ухо.
Стрельбу вёл 20-летний Томас Мэттью Крукс из винтовки типа AR-15 с крыши здания, находившегося за пределами периметра зоны безопасности митинга, с расстояния около 120 метров, стрелок успел произвести несколько выстрелов, после чего был убит членом контрснайперской команды Секретной службы. Стрелок убил одного участника митинга — 50-летнего пожарного Кори Комператоре, ещё двоих раненых Дэвида Датча и Джеймса Копенхейвера доставили в больницу в критическом состоянии, один человек получил ранение в шею.
Это первый случай, когда бывший или действующий президент США ранен в результате покушения на убийство со стрельбы в 1981 году в Рональда Рейгана, и первый случай стрельбы в предполагаемого кандидата в президенты после покушения на Джорджа Уоллеса в 1972 году.

## Предыстория
С марта 2024 года бывший президент США Дональд Трамп рассматривался как предполагаемый кандидат от Республиканской партии на президентских выборах в США 2024 года. 5 июля 2024 года было объявлено, что он проведёт митинг в выставочном комплексе Butler Farm Show Grounds 13 июля в рамках его президентской предвыборной кампании с целью увеличить голоса избирателей в колеблющемся штате Пенсильвания.
Стрельба произошла через две недели после успеха Трампа на предвыборных дебатах и за два дня до начала Национального съезда Республиканской партии, на котором Трампа официально выберут кандидатом от Республиканской партии для участия в ноябрьских выборах. Соответствующий анонс опубликовал Национальный комитет Республиканской партии. Помимо выдвижения самого Трампа, на съезде также ожидалось объявление претендента на пост вице-президента. В телефонном разговоре со спонсорами своей избирательной кампании после поражения на теледебатах Байден произнес фразу (англ. It’s time to put Trump in a bull’s-eye), которую можно перевести как «настало время поместить Трампа в яблочко» или «сделать Трампа яблочком мишени», за что потом извинился.
На митингах Трампа посетители проверяются на наличие оружия и запрещённых предметов. По словам председателя Республиканского комитета округа Батлер Джеймса Э. Хьюлингса, на митинге присутствовало около 50 000 человек.

## Стрельба

Карта-схема покушения, показывающая примерное местонахождение стрелка, Дональда Трампа, и контрштурмовой группы секретной службы

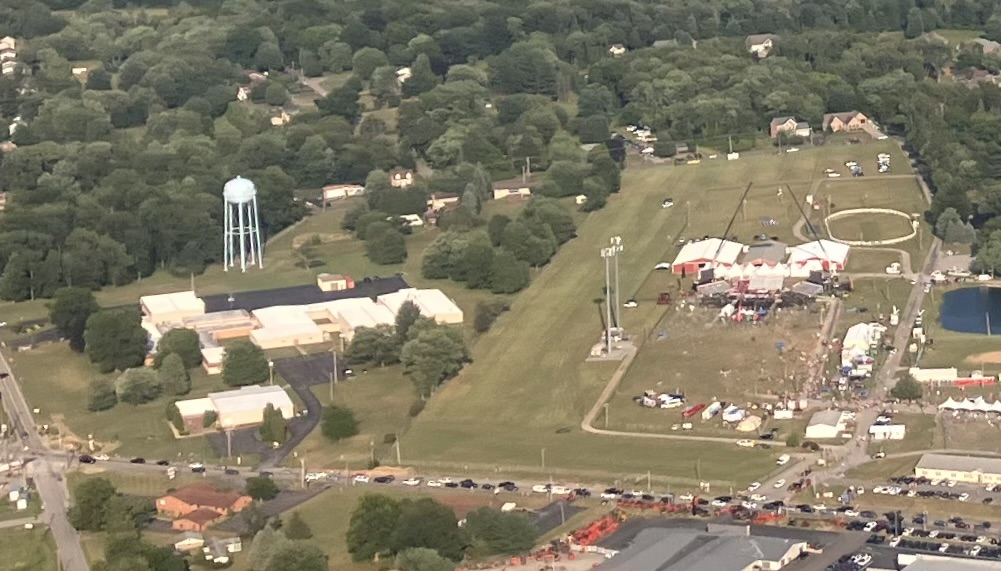
Вид с воздуха крупным планом: выставочная площадка Butler Farm Show Grounds (справа) в день митинга, а также здание (слева), на которое забрался стрелок

13 июля в 18:11 по североамериканскому восточному времени, спустя шесть минут после того, как Трамп начал свою речь, было произведено 8 выстрелов из винтовки типа AR-15. Трамп повернул голову прямо перед выстрелами, что, предположительно, спасло ему жизнь.
Стрелок располагался на крыше близлежащего здания, он не проходил досмотра, поскольку находился за пределами периметра безопасности митинга, на расстоянии примерно 120—150 метров. Свидетели сообщают, что видели, как Секретная служба преследовала кого-то слева от трибун.
После выстрелов снайпера Трамп схватился за ухо, а затем присел, спрятавшись за трибуной. Пуля прошла в миллиметрах по касательной от лица. К нему бросились агенты Секретной службы США и закрыли его своими телами. Спустя 25 секунд Трамп поднялся, на его ухе и шее была видна кровь. Затем Трамп поднял кулак, а в ответ толпа аплодировала и скандировала «С-Ш-А!». После этого Дональда Трампа в плотном кольце агентов Секретной службы увели с митинга. Уходя, он несколько раз крикнул «Боритесь!», что вызвало ликование толпы.
27 июля ФБР подтвердило — ухо Трампа было ранено пулей либо её осколком, опровергнув предположение директора ведомства Кристофера Рэя, что ранение могло быть получено осколком телесуфлёра, разбитого пулей.

### Жертвы
Помимо Трампа, пострадали четверо взрослых мужчин, присутствовавших на митинге. Один из них, 50-летний Кори Комператоре, был убит, двое других — тяжело ранены: 57-летний Дэвид Датч из города Нью-Кенсингтон и 74-летний Джеймс Копенхейвер из города Мун-Тауншип. Комператоре работал инженером-проектировщиком, а также был пожарным-добровольцем. Он был бывшим руководителем Добровольной пожарной роты Буффало. По словам его семьи и губернатора Пенсильвании Джоша Шапиро, он погиб, защищая своих дочерей от выстрелов.
Один из пострадавших сидел на трибуне в левой части арены. Член палаты представителей США Ронни Джексон заявил, что пуля задела шею его племянника.

## Расследование
Секретная служба США начала расследование совместно с Министерством юстиции, Федеральным бюро расследований и Бюро по контролю за алкоголем, табаком, огнестрельным оружием и взрывчатыми веществами. Преступление расследуется как покушение на убийство и относится к делам категории борьбы с терроризмом и национальными угрозами.
17 июля Министерство внутренней безопасности США, в структуру которой входит Секретная служба, начала расследование, с целью выяснить — почему служба не обеспечила должную безопасность мероприятия. Ранее, действующий президент США Джо Байден провёл два совещания с представителями спецслужб и запросил у них полный независимый анализ произошедшего.

### Слушания руководителей спецслужб
22 июля глава Секретной службы США Кимберли Читл дала показания о покушении на Трампа в конгрессе. В ходе разбирательства Читл назвала стрельбу «самым значительным оперативным провалом Секретной службы за последние десятилетия». Как сообщает Reuters, Читл отказалась предоставить законодателям подробности инцидента, чем вызвала их недовольство. 23 июля Читл ушла в отставку с поста директора службы.
24 июля перед судебным комитетом Палаты представителей предстал директор ФБР Кристофер Рэй. Рэй заявил членам конгресса, что его ведомство «всё перевернёт», чтобы выяснить, почему должностные лица не смогли остановить покушение. Член комитета Гарриет Хейгема выразила сомнения, что будет услышана правда, и призвала Рэя уйти в отставку. Председатель комитета Джим Джордан высказал уверенность, что значительная часть страны испытывает скептицизм по способности ФБР провести справедливое и открытое расследование.
Ранее 15 июля в Палату также были вызваны чиновники Министерства внутренней безопасности США.

### Подозреваемый
Федеральные следователи опознали личность стрелявшего, им оказался двадцатилетний Томас Мэттью Крукс из города Бетел-Парк в Пенсильвании. Тело Крукса было снято с крыши. У него не было с собой документов, удостоверяющих личность. ФБР подтвердило личность стрелка с помощью биометрии отпечатков пальцев и анализа ДНК.
Штурмовая винтовка AR-15, из которой вёлся огонь, была оснащена складным прицелом, в силу чего стрелок стал менее заметным. А в день покушения стрелок искал в интернете информацию, насколько далёко Освальд находился от Кеннеди.
24 июля директор ФБР Кристофер Рэй сообщил — самодельные взрывные устройства, найденные в машине и доме Крукса, были предназначены для дистанционного приведения в действие. При осмотре тела Крукса был обнаружен передатчик, но ФБР считает, что он не смог бы привести устройства в действие.

### Провал спецслужб
Сенатор США Джон Баррасо в эфире канала Fox News сообщил, что Крукса, более чем за час до начала стрельбы, идентифицировали как подозрительного из-за наличия дальномера и рюкзака. 24 июля в судебном комитете Палаты представителей директор ФБР Кристофер Рэй подтвердил, что за 2 часа до начала митинга Крукс использовал дрон для разведки местности на расстоянии 180 метров от сцены, и даже вёл прямую трансляцию. В свою очередь сенатор Джош Хоули в письме министру внутренней безопасности Алехандро Майоркасу указал — вечером накануне митинга Секретная служба отклоняла предложения местных правоохранительных органов задействовать дроны для обеспечения безопасности мероприятия, и запросила их использование только после инцидента.
22 июля в конгрессе директор Секретной службы Кимберли Читл подтвердила, что служба была предупреждена «от двух до пяти раз» до начала стрельбы о подозрительном человеке, но он не был сразу классифицирован как угроза. Конгрессмены на заседании высказали недоумение, что после нескольких таких предупреждений — Трамп был допущен на сцену; а агенты службы, непосредственно защищавшие экс-президента, не были приведены в повышенную готовность.
Также на слушаниях были представлены итоги сенатского предварительного расследования покушения, из которого следовало — Секретная служба не присутствовала на брифинге по безопасности, проведённого для местных групп специального вооружения и тактики снайперских групп утром в день митинга. А сами представители местных правоохранительных органов выражали недовольство малыми частотой и качеством общения со службой по вопросу организации митинга. Кроме того, группа снайперов службы была отправлена на митинг лишь в последний момент. Отвечая на аргументы доклада, Читл признала, что при соблюдении всех процедур покушение можно было бы предотвратить.

#### События на крыше, откуда велась стрельба
В интервью ABC News Читл сообщила — здание, откуда вёлся огонь, находилось в зоне ответственности местных правоохранительных органов. И их сотрудники расположились внутри здания, в то время как стрелок расположился на крыше этого же здания. При этом, 24 июля член комитета сената по внутренней безопасности и правительственным делам Джош Хоули информировал, что сотрудник правоохранительных органов, которому было поручено следить за крышей, покинул свой пост из-за жары.
Секретная служба расследует обстоятельства того, как стрелок, вооружённый винтовкой, смог подобраться достаточно близко, чтобы выстрелить. Допущение подобной ситуации является провалом службы.
Секретная служба сообщила, что стрелок изначально планировал попасть на выступление до его начала и попытался пройти через металлоискатели. Однако за несколько минут до рамок передумал и ушёл, и полиция заметила его подозрительное поведение. Директор службы Кимберли Читл и шериф округа Батлер Майкл Слуп сообщили, что спецслужбы пытались найти Крукса в районе проведения митинга, но не смогли. Слуп рассказал, что один из офицеров полиции заметил мужчину на крыше здания и взобрался на неё для осмотра. Стрелок увидел его и направил на него оружие, безоружный полицейский был вынужден спрыгнуть. Слуп признал, что подобная работа службы безопасности является провалом, и отметил: «это расследуется, и, очевидно, мы извлечём из этого урок».

## Последствия
Трампа доставили в Мемориальную больницу Батлера для обследования, представитель Секретной службы заявил, что Трамп в безопасности. Вскоре после этого его осмотрели, и представитель предвыборного штаба Стивен Ченг сообщил, что с Трампом «всё в порядке». Затем кортеж Трампа выехал из больницы около 21:30 и направился в международный аэропорт Питтсбурга.
Экстренная эвакуация 50 000 участников митинга была описана очевидцами как «логистический кошмар».
23 июля 2024 года Кимберли Читл ушла в отставку с поста директора Секретной службы, отметив в письме сотрудникам: «мы не справились с миссией защиты лидеров».

### Известные фотографии
Фотограф Эван Вуччи из Associated Press сделал серию фотографий окровавленного Трампа, поднявшего кулак вверх, в окружении сотрудников Секретной службы, на фоне американского флага. Фотографии быстро распространились в социальных сетях и среди его наиболее видных союзников, в том числе Национальным республиканским сенаторским комитетом, членами его семьи и членами Конгресса-республиканцами. Одна из фотографий Эвана Вуччи помещена на обложку журнала Time.
Бенджамин Уоллес-Уэллс из The New Yorker написал об одном из широко распространенных изображений: «Это уже неизгладимый образ нашей эпохи политического кризиса и конфликтов». Он отметил, что «некоторые элементы образа Вуччи знакомы по бесчисленным другим образам Трампа», и заключил: «Это образ, который запечатлел его таким, каким он хотел бы, чтобы его видели, настолько идеально, что он может пережить все остальное». Фотографии были описаны как «мощные» и «сразу ставшие легендарными». Business Insider поддержал эти настроения, написав, что это «стало самым знаковым изображением его переизбрания среди республиканцев». Шон Маккриш из The New York Times написал, что «посреди хаоса Трамп сжал кулак и раскрыл свои инстинкты» для тщательного управления своим публичным имиджем в «эпоху современных средств массовой информации». Флавия Краузе-Джексон из Bloomberg News написала: «Для легионов приверженцев MAGA [покушение] делает его ещё большим мучеником за дело, а Трампа — последним выжившим».
Газета «Нью-Йорк Таймс» позже опубликовала фотографию пули, летящей возле самой головы Трампа; снимок, названный в статье «практически невозможным для съёмки» и «одним на миллион», был сделан фотографом Дагом Миллсом при помощи цифрового фотоаппарата с частотой съёмки 30 кадров в секунду и выдержкой в 1/8000 секунды. Фото получило мировую известность. 
Сам Дональд Трамп на Национальном съезде Республиканской партии проиллюстрировал свою речь о покушении снимками Вуччи и Миллса.
Широкую известность также получила фотография, сделанная фотографом Анной Манимейкер, запечатлевшая лежащего за трибуной окровавленного Трампа, прикрывамого агентами Секретной службы.

## Реакция
Вскоре после покушения Дональд Трамп сделал заявление в социальной сети Truth Social, в котором поблагодарил Секретную службу и правоохранительные органы за быструю реакцию на стрельбу, выразил соболезнования семьям пострадавших и написал: «невероятно, что такое может произойти в нашей стране».
Действующий президент США Джо Байден выступил с официальным заявлением, в котором выразил радость, что Трамп себя хорошо чувствует, поблагодарил Секретную службу и отметил, что нужно объединение нации против насилия.
Губернатор Пенсильвании Джошуа Шапиро осудил политическое насилие. Независимый кандидат в президенты Роберт Ф. Кеннеди — младший заявил, что настало время отложить разногласия и помолиться за президента Трампа и его семью. Бывший президент США Джордж Буш — младший назвал стрельбу «трусливой» и похвалил Секретную службу за её реакцию.
Покушение осудили десятки политических лидеров разных стран, в том числе главы Великобритании, Японии, Австралии, Италии и других стран назвали стрельбу на митинге актом политического насилия. Президент Франции Эмманюэль Макрон пожелал Трампу скорейшего выздоровления. Поддержку ему выразили и бывшие президенты США Барак Обама, Джордж Буш и Билл Клинтон.
Политологи, историки, политические деятели-республиканцы и демократы указали на попытку убийства как на признак глубокой политической поляризации в Соединённых Штатах.
Многочисленные СМИ назвали спасение 45-го президента США от смерти не иначе, как «чудом».
Ветеран войны во Вьетнаме был настолько тронут поведением Дональда Трампа во время покушения, что отдал ему свою медаль «Пурпурное сердце».
Трампа регулярно называют «угрозой демократии», «Я, вероятно, получил пулю в голову из-за того, что они говорят обо мне. Они говорят о демократии, [о том, что] я — угроза демократии, они — угроза демократии», — сказал Трамп. Однако даже использование агрессивной риторики в отношении Трампа, исходящей со стороны демократов не прекратилось и после покушения, смягчение не произошло даже после второго покушения.
5 октября 2024 года Дональд Трамп вернулся в Батлер в Пенсильвании на место покушения и провёл там предвыборный митинг, среди прочих гостей на мероприятии выступил Илон Маск.